# Damme (Germania)
Damme è una città di 17 366 abitanti della Bassa Sassonia, in Germania.

Appartiene al circondario (Landkreis) di Vechta (targa VEC).